# MAFFS

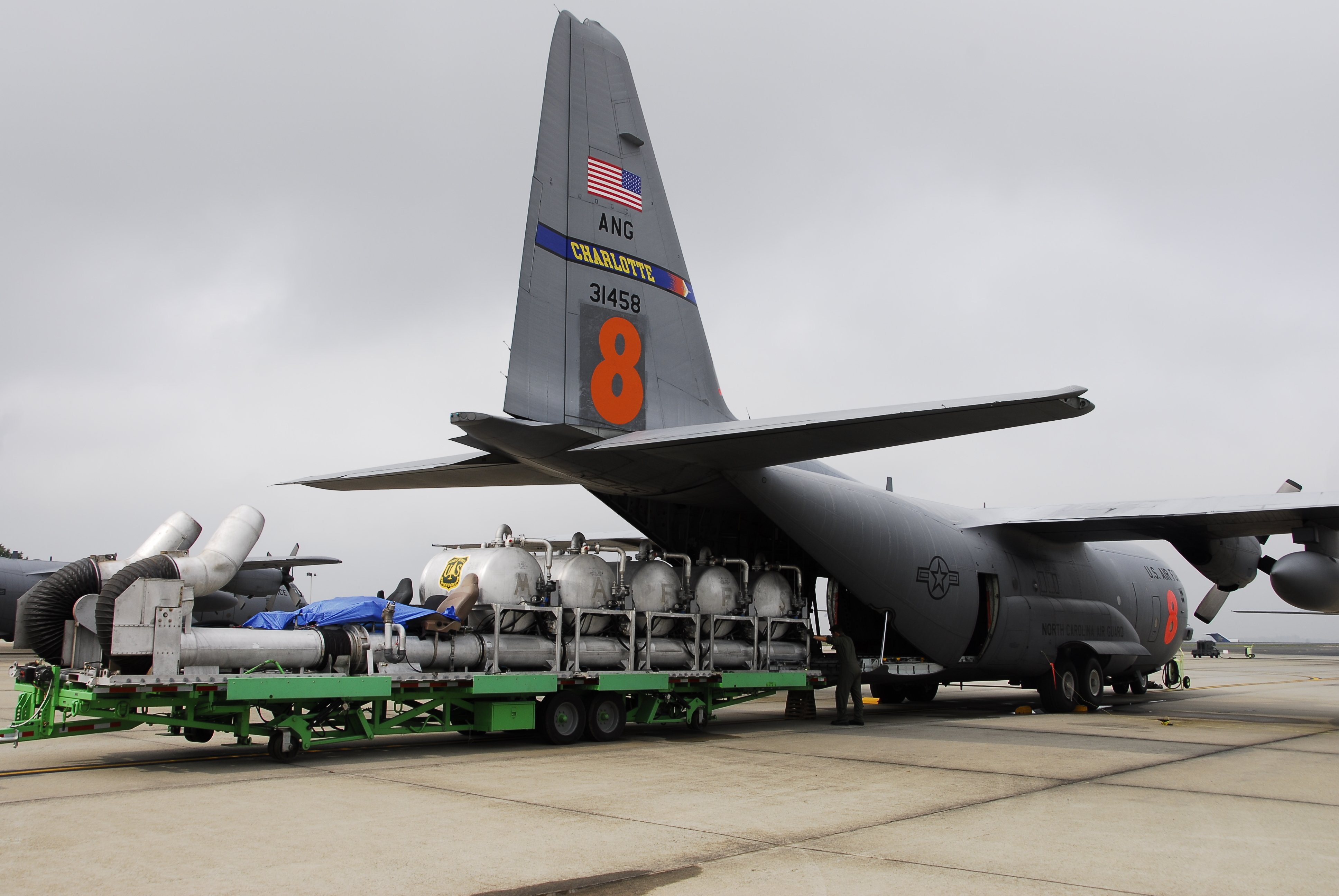
Un sistema MAFFS I mentre viene caricato a bordo di un C-130 in Carolina del Nord nel 2008

Il Modular Airborne FireFighting System, noto anche con il suo acronimo MAFFS, è un'apparecchiatura tecnica autosufficiente che può essere utilizzata a bordo di un velivolo cargo, quale ad esempio un Lockheed C-130 Hercules, e che permette al velivolo di operare nella lotta aerea antincendio nel ruolo di "Airtanker". Questo permette di utilizzare velivoli dell'Aeronautica Militare come velivoli antincendio, in caso di necessità.

## Sviluppo

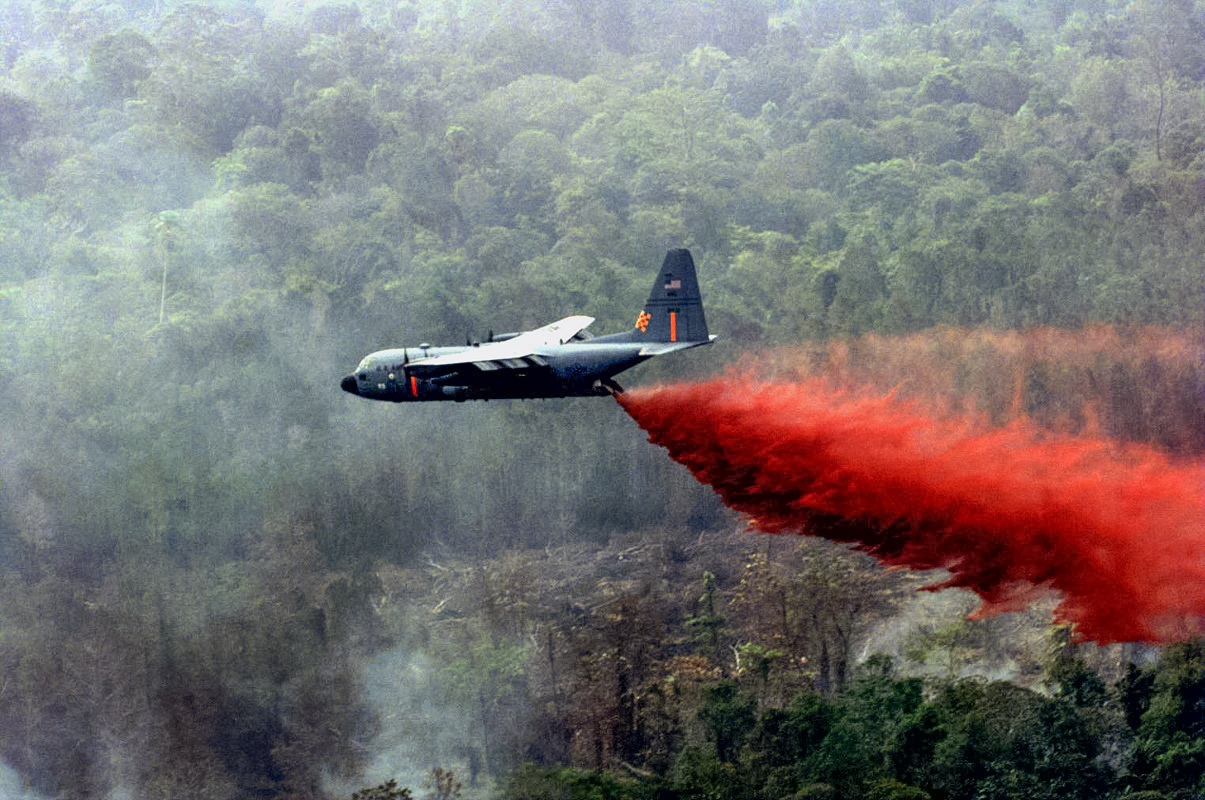
Un C-130 dotato di sistema MAFFS rilascia una grande quantità di liquido ritardante

Il programma MAFFS fu avviato su richiesta del Congresso degli Stati Uniti, in seguito al laguna Fire del 1970. Il progetto fu sviluppato in cooperazione con la Air National Guard ed il U.S. Forest Service, per potere integrare i velivoli militari a disposizione della Guardia Nazionale e della Air Force Reserve nella lotta aerea antincendio. Il contratto per lo sviluppo del sistema fu poi appaltato alla Engineered Systems Division di Santa Clara in California, che sviluppò il MAFFS. La produzione fu poi in seguito appaltata invece alla Aero Union di Chico, sempre in California.
Il MAFFS è composto da cinque serbatoi pressurizzati con una capacità complessiva di circa 10 000 litri (2 700 galloni). Pertanto i velivoli dotati di sistema MAFFS di prima generazione sono considerati Airtanker del tipo A con capacità inferiore ai 3 000 galloni (11 000 litri). In aggiunta ai cinque serbatoi ogni modulo MAFFS è dotato di un serbatoio con aria compressa a 1 200 psi (circa 8MPa), al quale si aggiunge un pannello di controllo principale e un modulo compressore, che rimane a terra e viene utilizzato per ricaricare il serbatoio ad aria compressa. Ogni unità pesa circa 11 000 libbre (circa 5 tonnellate) e può essere montata su di un C-130 dotato del sistema 463L per la gestione del carico su pallet.
Il liquido viene quindi fatto fuoriuscire da due tubi che sporgono dal portellone di carico posteriore del velivolo. Il liquido può poi essere uscire in meno di 5 secondi andando a creare una linea taglia fuoco larga circa 18 metri e lunga fino a 800.
Chiaramente i serbatoi per il liquido del MAFFS possono essere riempiti sia di acqua che di liquido ritardante e per l'operazione di rifornimento dura otto minuti.

## MAFFS II

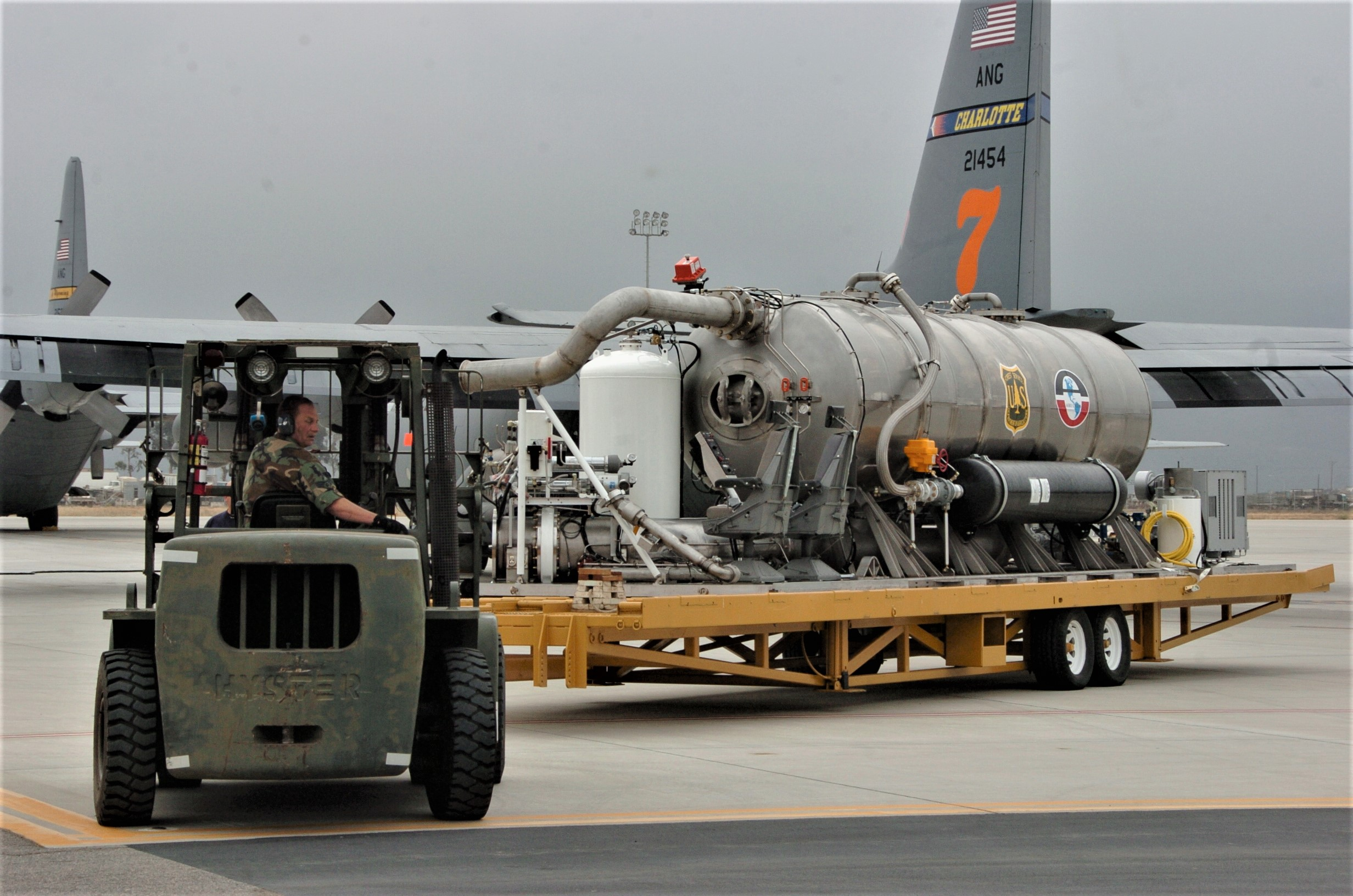
Un MAFFS II fotografato nel 2008

Su richiesta del U.S Forest Service la ditta Aero Union sta sviluppando una versione migliorata del MAAFS denominata MAFFS II. Dotato di una capacità di carico superiore che dovrebbero raggiungere i 3 400 galloni (circa 13 000 litri), il nuovo sistema dovrebbe andare a sostituire i MAFFS di prima generazione. A differenza del suo predecessore i 5 serbatoi verranno sostituiti da un serbatoio unico. Inoltre i serbatoi potranno essere pressurizzati in volo e non dovranno più essere pressurizzati a terra come avveniva con i MAFFS di prima generazione, riducendo di conseguenza i tempi tecnici necessari per ripreparare l'assetto tra un volo e l'altro. A differenza del MAFFS di prima generazione il liquido potrà essere fatto fuoriscire da una apertura laterale nella fusoliera del velivolo, senza dover depressurizzare la cabina del velivolo prima di ogni lancio.
La ditta Aero Union ha consegnato nel luglio del 2007 il primo modulo sperimentale che è stato testato con successo nell'agosto dello stesso anno.

## Equipaggiamento

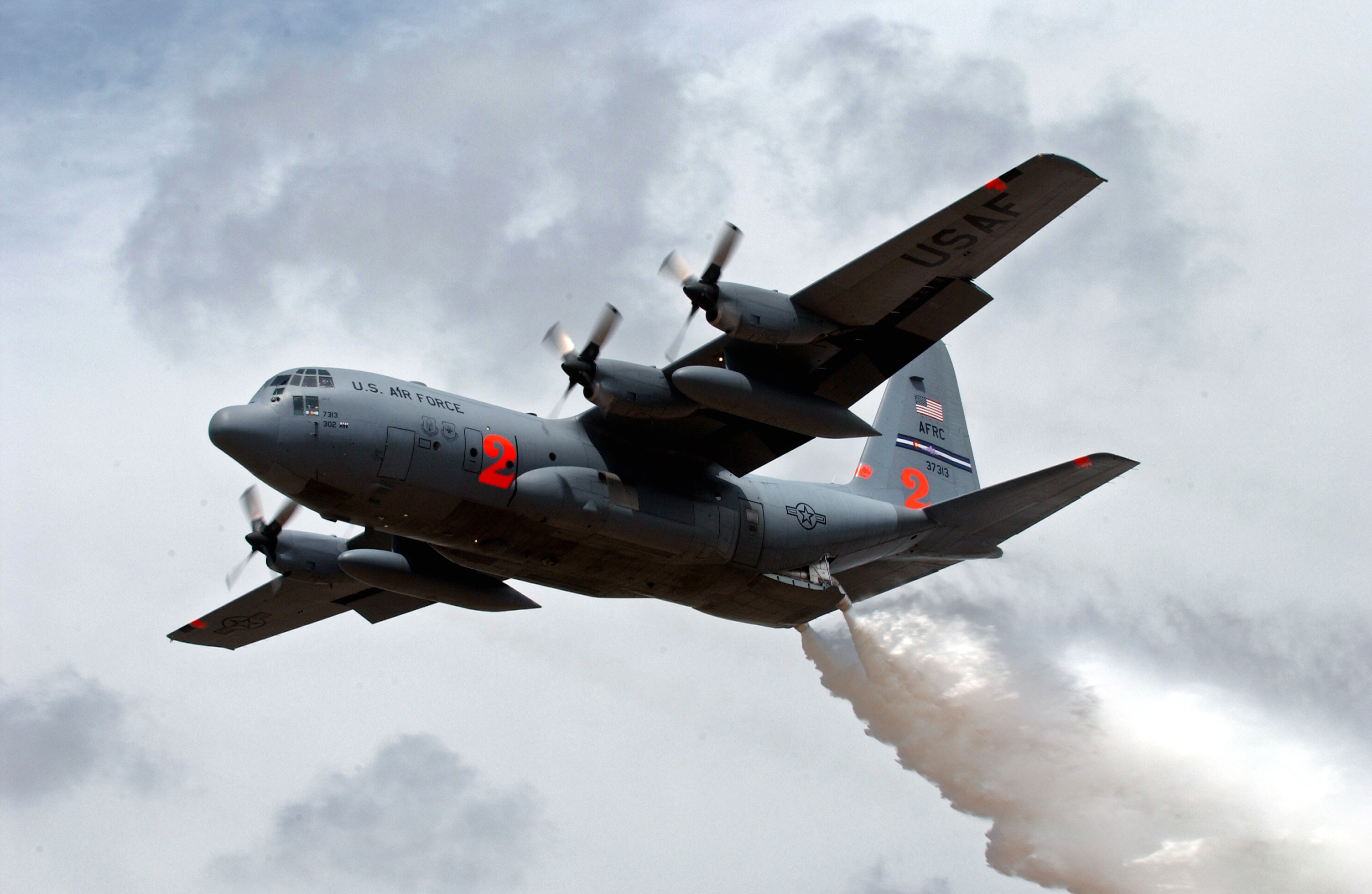
Un C-130 del 302d Airlift Wing durante una esercitazione con il sistema MAFFS; si notino i tubi posti vicino al portellone di carico dai quali fuoriesce il liquido

Negli Stati Uniti, Il sistema MAFFS è stazionato in modo permanente in otto basi militari gestite dalla Guardia Nazionale dislocate su tutto il territorio degli Stati Uniti, e sono considerate unità sempre disponibili, pronte ad essere dispiegate nelle aree interessate da incendi in un tempo massimo di 24 ore. Normalmente l'intervento del sistema MAFFS viene richiesto dalle autorità locali dopo aver accertato che tutte le unità disponibili e tutti i velivoli commerciali sono già stati impiegati in altre zone e non sono al momento reperibili. Di seguito un C-130 della Guardia Nazionale viene dotato del sistema MAFFS ed inviato sul posto, dopo che la reale necessità dell'intervento sia stata confermata dal National Interagency Coordination Center presso il National Interagency Fire Center a Boise in Idaho. La richiesta di intervento viene quindi inviata al joint director of military support al Pentagono, che metterà a disposizione il sistema MAFFS più vicino disponibile. I costi della operazione che la guardia nazionale ha dovuto sostenere vengono poi rimborsati dalle autorità che hanno giurisdizione sul territorio interessato dall'incendio.
Anche in Italia, tra il 1978 ed il maggio del 2000, alcuni velivoli C-130H della 46ª Aerobrigata vennero equipaggiati con moduli MAFFS, per garantire un servizio antincendio aeroportato e fronteggiare così il fenomeno degli incendi boschivi, spesso dolosi. In questo ruolo vennero affiancati dagli Alenia G.222 dotati di modulo "S.A.M.A.", concettualmente analogo al MAFFS ma più piccolo e di progettazione nazionale.